# Minot (Dakota del Norte)
Minot es una ciudad ubicada en el condado de Ward en el estado estadounidense de Dakota del Norte. En el censo de 2010 tenía una población de 40888 habitantes y una densidad poblacional de 904,7 personas por km².

## Geografía
Minot se encuentra ubicada en las coordenadas 48°14′2″N 101°17′27″O / 48.23389, -101.29083. Según la Oficina del Censo de los Estados Unidos, Minot tiene una superficie total de 45.2 km², de la cual 45.14 km² corresponden a tierra firme y (0.13%) 0.06 km² es agua.

## Demografía
Según el censo de 2010, había 40888 personas residiendo en Minot. La densidad de población era de 904,7 hab./km². De los 40888 habitantes, Minot estaba compuesto por el 90.16% blancos, el 2.28% eran afroamericanos, el 3.25% eran amerindios, el 0.92% eran asiáticos, el 0.1% eran isleños del Pacífico, el 0.64% eran de otras razas y el 2.65% pertenecían a dos o más razas. Del total de la población el 2.73% eran hispanos o latinos de cualquier raza.